# Chiesa di San Leonardo (Grosseto)
La chiesa di San Leonardo era un edificio religioso situato nel centro storico di Grosseto.
La sua ubicazione era nell'attuale piazza dei Martiri d'Istia, nel punto in cui sorge la chiesa della Misericordia, ricostruita sulle fondamenta dell'antico edificio demolito nel 1844.

## Storia
La più antica testimonianza della chiesa di San Leonardo a Grosseto risale al 1152, quando la contessa Gemma della famiglia comitale degli Aldobrandeschi, fece dono all'abbazia di San Salvatore al Monte Amiata di «omni ratione, quam domus Ildebrandesca habet in terratico salinarum cum canonicis Grosseti et hospitali sancti Leonardi de Grosseto, idest: quarta pars predicti terratichi». Il fatto che sia citato un ospedale intitolato a San Leonardo, lascia supporre che la chiesa annessa dovesse già esistere in quella data; le saline menzionate inoltre riconduce a San Leonardo l'appartenenza del lago del Querciolo, località dove le terre della Commenda di San Leonardo sono documentate fino al XVIII secolo.
Nel testamento del conte Ildebrandino Aldobrandeschi del 1208 la chiesa di San Leonardo figura tra quelle beneficiate di un lascito. Dalle carte è ipotizzabile che la chiesa con relativo ospedale, fosse stata fondata dagli Aldobrandeschi per i cavalieri templari: la stessa dedicazione a San Leonardo è fattore comune agli ordini dei templari e degli ospitalieri. La chiesa è nuovamente citata nelle Rationes Decimarum del 1303. Alla soppressione dell'ordine dei templari la chiesa passò ai cavalieri gerosolimitani.
La chiesa è descritta nella relazione della visita apostolica del 1575, effettuata del vescovo di Perugia Francesco Bossi, come abbandonata e ridotta a uso di magazzino, assai impoverita e privata delle campane. Nel 1585 il vescovo Claudio Borghese riferiva che avevano preso ufficio della chiesa i frati di San Francesco, che vi celebravano messa una volta a settimana. Il vescovo Clemente Politi ordinò nel 1592 il rifacimento del tetto e delle vetrate, e che ogni anno vi fosse organizzata la festa del santo titolare.
La chiesa venne chiusa in seguito alle soppressioni lepoldine del 1785; tuttavia, la commenda di San Leonardo rimase proprietà dell'ordine di Malta e questa concesse nel 1793 l'uso della chiesa alla locale Confraternita della Misericordia, che non era più in possesso della chiesa di San Giovanni Decollato. Nel 1827 un benefattore senese, Celso Bargagli, acquistò la commenda con la chiesa e la donò alla Misericordia. La confraternita predispose la sostituzione dell'ormai rovinato edificio con uno da costruirsi ex novo, e la chiesa di San Leonardo venne così demolita nel 1844. Sul luogo dove sorgeva venne costruita la chiesa di San Giovanni Battista, o chiesa della Misericordia, su progetto dell'ingegnere Pietro Passerini e consacrata nel 1854. Per l'occasione la confraternita fu elevata al grado di arciconfraternita.

## Descrizione

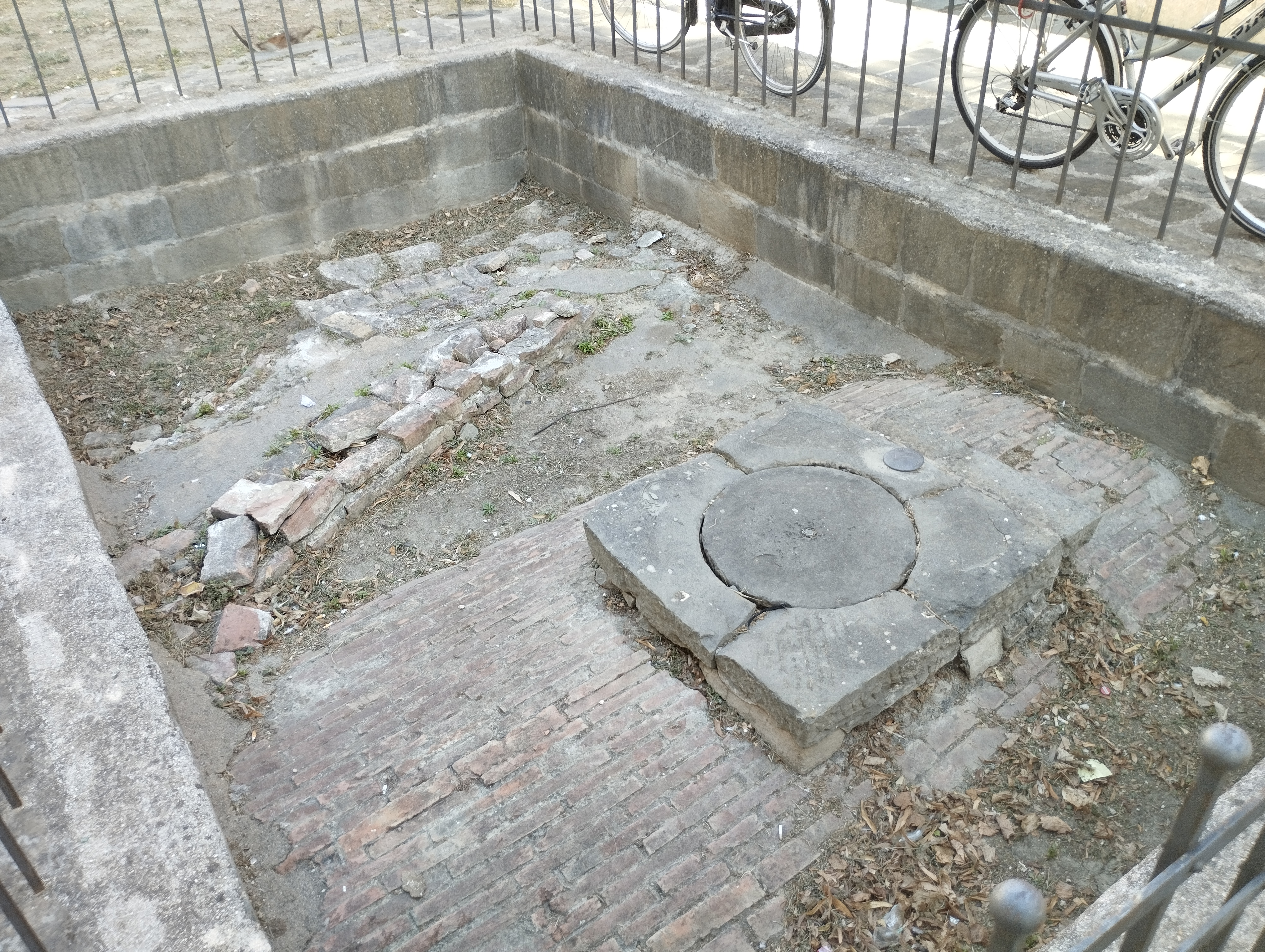
L'area degli scavi

La chiesa sorgeva nel punto esatto dove è stata edificata la chiesa della Misericordia; era costituita da un'unica aula rettangolare ed era conclusa da un'abside semicircolare. Originariamente, la chiesa di San Leonardo doveva presentarsi in stile romanico. Si affacciava sulla piazza alla quale conferiva il nome, come rilevato nella carta dell'ingegnere Andrea Dolcini del 1749, mentre sul lato sinistro si trovavano i due pozzi detti "dell'acqua bona" e "dell'acqua cattiva".
Gli scavi condotti nel centro storico tra il 1997 e il 2002 da Riccardo Francovich hanno permesso di rintracciare sul retro della chiesa della Misericordia l'abside originaria di San Leonardo. È stata inoltre riportato alla luce la struttura a pozzetto di una fornace per la riduzione del minerale ferroso, conservatasi integra. Una sezione degli scavi sul lato di largo Gentili è stata circoscritta con una ringhiera, in modo da rendere visibili le canalizzazioni e le sovrastrutture in laterizio realizzate nei primi anni del XX secolo per coprire l'antico pozzo medievale di San Leonardo.